# Liste der Naturdenkmale in Wennigsen (Deister)
Die Liste der Naturdenkmale in Wennigsen (Deister) nennt die Naturdenkmale der niedersächsischen Gemeinde Wennigsen (Deister). Grundlage ist die 19. Verordnung über Naturdenkmale in der Region Hannover (Neuregelungsverordnung), die die Regionsversammlung am 11. Mai 2010 beschlossen hat.

## Naturdenkmale
| Bild                          | Bezeichnung                                 | Ort, Lage | Beschreibung | Schutzzweck                           | Nummer   |
| ----------------------------- | ------------------------------------------- | --- | --- | ------------------------------------- | -------- |
| Fotos hochladen               | Eiche                                       | Argestorf Straße Im Winkel, Privatgrundstück (52° 15′ 34,1″ N, 9° 34′ 58,5″ O)                                 | Eine der ältesten Eichen des Deistervorlandes, ortsbildprägend. Aufgrund des Alters und der imposanten Erscheinung ist der Baum schutzwürdig. Das einst „ortsbildprägende“ Naturdenkmal ist heute weitgehend durch jüngere Bäume verdeckt.                                   | Alter, Erscheinung                    | ND-H 181 |
| mehr Fotos \| Fotos hochladen | Feuchtbiotop                                | Bredenbeck Feldmark, ehemaliges Freibad (52° 14′ 42,9″ N, 9° 36′ 59,7″ O)                                      | Das ehemalige Becken des Freibades wurde von Amphibien als Lebensraum angenommen. Von Gehölzbestand umgeben. Einstige Rottekuhlen, die ab 1919 zum Freibad Bredenbeck ausgebaut wurden. Seit den 1960er Jahren geschlossen.                                                  |                                       | ND-H 051 |
| mehr Fotos \| Fotos hochladen | Eiche am Rehrenborn                         | Degersen 2 km westlich Degersens, 90 m nördl. Bahnlinie (52° 16′ 47,7″ N, 9° 32′ 34,9″ O)                      | Einzigartiger Baum mit sehr ausgebreiteter, gewunden gewachsener Krone an einer Quelle. Die Stieleiche am Rehrenborn gilt als windbruchgefährdet. Die Quelle am Fuß des Baums ist deshalb nicht zugänglich.                                                                  | Einzigartigkeit                       | ND-H 011 |
| Fotos hochladen               | Rosskastaniengruppe an der Holtenser Kirche | Holtensen auf dem Kirchhof Holtensen (52° 15′ 52,9″ N, 9° 38′ 1,2″ O)                                          | Große alte Kastanien, die eine besondere Ortsbildwirkung durch ihre Anordnung rund um die Kirche erzielen. Als Baumensemble sind alte Kastanien selten und daher schutzwürdig.                                                                                               | Seltenheit                            | ND-H 019 |
| Fotos hochladen               | Stieleiche an der Holtenser Kirche          | Holtensen am Kirchhof Holtensen (52° 15′ 53,1″ N, 9° 38′ 2″ O)                                                 | Die stattliche Stieleiche neben dem Kirchengrundstück steht im Zusammenhang mit den geschützten Kastanien auf dem Kirchhof. Aufgrund des Alters ist die Eiche selten und schutzwürdig.                                                                                       | Alter, Seltenheit                     | ND-H 031 |
| mehr Fotos \| Fotos hochladen | 2 Rotbuchen (Hugo- und Astabuche)           | Steinkrug Steinkrüger Forst (52° 14′ 10,7″ N, 9° 37′ 49,1″ O)                                                  | Zwei sehr starke Buchen inmitten eines Waldes – die ehemals stärksten und schönsten Bäume im alten Kreisgebiet. Beide inzwischen abgestorben. Hugobuche: Steinkrüger Forst, ca. 60 m östlich des Kilometersteins 14,9 der B 217. Astabuche: 12 m süd-östlich der Hugobuche   | Stärke, Schönheit                     | ND-H 001 |
| mehr Fotos \| Fotos hochladen | Ziegeneiche                                 | Waldkater 150 m südöstl. Hülsenbrinkstraße a.d. Verlängerung Münder Heerstraße (52° 15′ 39,6″ N, 9° 33′ 11″ O) | Alte Eiche am Waldrand – einzigartig aufgrund ihres Stammumfangs und Alters. | Stammumfang und Alter                 | ND-H 008 |
| mehr Fotos \| Fotos hochladen | Reichseiche                                 | Waldkater Im Wald südl. des Waldkaters, ca. 50 m östl. Pfingstangerweg (52° 15′ 38,7″ N, 9° 33′ 28″ O)         | Die hoch gewachsene alte Eiche an einem Waldweg ist im Waldbereich einzigartig und damit schutzwürdig. | im Waldbereich einzigartig            | ND-H 153 |
| mehr Fotos \| Fotos hochladen | Maßholder (Feldahorn)                       | Wennigsen Nordwestecke des alten Pfarrhauses am Klosteramthof (52° 16′ 26,7″ N, 9° 34′ 23,6″ O)                | Aufgrund seines Alters seltenes Exemplar des Feldahorns. | Alter                                 | ND-H 024 |
| Fotos hochladen               | 200-jährige, Ortsbild prägende Eiche        | Wennigsen Ortsmitte, Hauptstraße, Privatgrundstück (52° 16′ 21,1″ N, 9° 34′ 6,9″ O)                            | Die 200-jährige Eiche prägt das Ortsbild von Wennigsen und zeichnet sich durch einen sehr regelmäßigen Wuchs aus. Aufgrund des Alters ist der Baum schutzwürdig. Standort war früher zwischen Ortsverwaltung und Postamt. Heute an der Einfahrt zu einem Supermarktparkplatz | Alter                                 | ND-H 151 |
| mehr Fotos \| Fotos hochladen | Stattliche, Ortsbild prägende Blutbuche     | Wennigsen Amtsgericht, Hülsebrinkstraße (52° 16′ 16,5″ N, 9° 34′ 2,4″ O)                                       | Die alte Buche prägt mit ihrer stattlichen Größe und Vitalität entscheidend das Ortsbild. Durch sein Alter und sein einzigartiges Erscheinungsbild (gleichmäßig gewachsene Krone, sehr vital) ist der Baum schutzwürdig.                                                     | Alter, einzigartiges Erscheinungsbild | ND-H 152 |

## Ehemalige Naturdenkmale
Seit dem Jahr 2001 wurde der Schutz für drei Naturdenkmale im Gebiet von Wennigsen (Deister) aufgehoben.
| Bild            | Bezeichnung          | Ort, Lage                                                 | Beschreibung | Schutzzweck | Nummer   |
| --------------- | -------------------- | --------------------------------------------------------- | --- | ----------- | -------- |
| Fotos hochladen | Stieleiche in Sorsum | Sorsum Weetzener Straße (52° 16′ 48,9″ N, 9° 36′ 42,9″ O) | Der Baum musste Ende 1999 aus Gründen der Verkehrssicherungspflicht gefällt werden. 2005 aus dem Verzeichnis gestrichen. |             | ND-H 182 |
| Fotos hochladen | Rosskastanie         | Wennigsen Klosteramthof (52° 16′ 29,4″ N, 9° 34′ 23,3″ O) | Der letzte Baum einer Baumreihe musste 1999/2000 aus Gründen der Verkehrssicherungspflicht gefällt werden. 2007 aus dem Verzeichnis gestrichen. Der Baumstumpf blieb erhalten. |             | ND-H 025 |
| Fotos hochladen | Winterlinde          | Wennigsen (52° 16′ 22,1″ N, 9° 34′ 31,8″ O)               | Der Baum nordwestlich der Friedhofskapelle musste um 2000 aus Gründen der Verkehrssicherungspflicht gefällt werden. 2005 aus dem Naturdenkmalverzeichnis gestrichen. Nach der Fällung wurde bereits 2003 eine Lindenallee als Ersatz gepflanzt. (Die Baumscheiben auf dem Wennigser Friedhof stammen von einer 2012 gefällten Kandelaberlinde südlich der Kapelle.) |             | ND-H 030 |